# János Martonyi
János Martonyi (* 5. dubna 1944, Kolozsvár, Maďarské království, dnes Kluž, Rumunsko) je maďarský politik a diplomat, člen pravicové strany Fidesz, od května 2010 do června 2014 ministr zahraničních věcí ve vládě Viktora Orbána. Tuto funkci zastával již v letech 1998–2002.

## Biografie

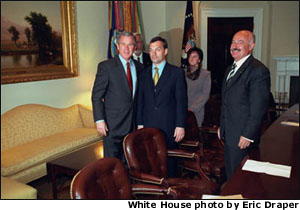
János Martonyi (vpravo) s Georgem W. Bushem a Viktorem Orbánem.

Byl také členem neoficiální Amatovy skupiny, která pracovala na přepracování smlouvy o Ústavě pro Evropu, odmítnuté ve francouzském a nizozemském referendu.
V dubnu 2007 maďarský novinář Péter Kende uvedl, že v 60. letech Martonyi podával zprávy tajné policii, což potvrzují její archivy. Podle nich psal mimo jiné hlášení na maďarské emigranty uprchlé do Západního Německa a Francie.
Jeho motto v zahraniční politice pochází od uherského básníka 17. století Miklóse Zrínyiho: „Nezraňujte Maďary!“
Je členem Evropské akademie věd a umění se sídlem v Salcburku.

## Vyznamenání
- Řád čestné legie (2000)
- Maďarský záslužný kříž (2003)